# Leptocytheromorpha
Leptocytheromorpha is een geslacht van uitgestorven kreeftachtigen uit de klasse van de Ostracoda (mosselkreeftjes).

## Soort
- Leptocytheromorpha ornellasae Purper, 1979 †